# Ясачный Сызган
Ясачный Сызган — село в Базарносызганском районе Ульяновской области. Входит в состав Лапшаурского сельского поселения.

## География
Населённый пункт расположен на реке Сызганке в 6 километрах к юго-востоку от рабочего посёлка Базарный Сызган — административного центра района. Расстояние до Ульяновска — 122 километров.

### Часовой пояс
Ясачный Сызган, как и вся Ульяновская область, находится в часовой зоне МСК+1. Смещение применяемого времени относительно UTC составляет +4:00.

## Название
Назван по реке Сызган (от татарского топонима «сыза» — овраги и «ган» — русло — «овражное русло»).
Ясачный (Ясачные люди) — плательщик ясака, которые жили в селе.
В XVIII веке, для отличия от других одноимённых «Сызган», расположенных на речке Сызган, (ныне Сызганка), таких как: Дмитриевское Сызган тож (ныне Базарный Сызган), Старой Сызган Лапшаур тож (ныне Лапшаур), Ждамиркина Малой Сызган тож (ныне Ждамеркино), село по церкви получило название Рожественское Сызган, затем — Ясашный Сызган (в конце XIX начале XX веков), потом — Ясачный Сызган.

## История
В Писцовой книге стольника Ивана Вельяминова да подъячего Афанасья Андреева 193, 194 и 195  годов (1685-1687 гг.), написано: «Деревня Сызган сидит на речке Лепилейке в прошлом 190 году пришли они с Имдянска да Кочкурска в Синбирский уезд жить за вал в деревню Сызган из Алаторского уезда из деревни посопной Ардатова...».
В 1704 году была построена деревянная церковь —  в честь Рождества Христова и деревня стала селом Рожественское.
С 1780 года село Рожественское Сызган тож, при речке Сызгане, ясашных крестьян, экономических крестьян, дворцовых крестьян, из Саранского уезда вошло в состав Канадейского уезда Симбирского наместничества. 
С 1796 года — в Карсунском уезде Симбирской губернии.
В 1808 году  прихожанами был построен каменный Храм. Престол в нём один — в честь Рождества Христова.
В 1859 году село Ясачный Сызган входило в 1-й стан Карсунского уезда Симбирской губернии, имелась церковь и сельское училище.
В 1897 году — в селе земская и церковная школа грамоты, последняя помещается в церковной сторожке.
В 1913 году село Ясашный Сызган входило в Юрловскую волость, в котором имелось: церковь и школа.

## Население
| 2010 |
| ---- |
| 125  |

В 1780 году в селе жило: ясашных крестьян — 180, экономических крестьян — 93, дворцовых крестьян — 15. Согласно переписи 1859 года, было 115 дворов, 1064 человека. В 1897 году — в 227 дворах , 645 м. и 716 ж. В 1900 году — в 223 дворах  673 м. и 758 ж. В 1913 году — 272 двора, 1644 жителя. Население села в 1996 году — 282 человека.

## Инфраструктура
Село разделено на четыре улицы: Заречная, Назаровка, Соловьиная, Центральная.
- Обелиск Славы (2008 г.)[13].